# Organiseret Riminalitet
Organiseret Riminalitet blev dannet i København i 1996 af rapperne Slogan, Kool Jep, Khalern og Lars EFX samt dj'en Jett.
I 2004-05 blev O.R., som de kaldes af venner, en del af DR's Karrierekanonen. Derfra udsprang bl.a. nummeret 'Hvis Jeg Var Min Kæreste'.
I 2005 udsendte gruppen EP'en 'Stilhed Før Stormen'. En forløber for det anmelderroste album 'Med Love Skal Man Land Bygge', der så dagens lys i 2007. Det humoristiske og samfundskritiske album indeholdt bl.a. singlen 'Menneskesyn'.

## Diskografi

### Albums
- 2005: Før Stormen EP
- 2007: Med Love Skal Man Land Bygge